# Mirko Álvarez
Mirko Álvarez (Buenos Aires, 1925 - Buenos Aires, mayo de 1961) fue un actor argentino de cine, teatro y televisión.

## Carrera
Mirko Álvarez fue un joven y notable actor de reparto que trabajó a lo largo de su carrera en varios largometrajes argentinos, obras teatrales y programas de televisión. Fue un gran amigo del actor y director Sergio Renán
En cine compartió escenas con eximias figuras de la escena nacional como Rosa Rosen, Guillermo Battaglia, Pepe Soriano, Narciso Ibáñez Menta, Luis Arata, Irma Córdoba, Alita Román, Enrique Kossi, Elsa Daniel, Walter Vidarte, entre muchos otros.
Iniciado en el teatro independiente, tuvo una intervención más activa al fundar en 1951 junto a los actores Oscar Ferrigno, Esther Becher, Estela Obarrio, Agustín Cuzzani, Elena Berni, Raquel Kronental y Salvador Santángelo, el "Centro de Estudios y Representaciones de Arte Dramático Teatro Popular Independiente Fray Mocho". Un año después funda el Teatro de los Independiente junto a Onofre Lovero. Como docente formó a artistas como Enrique Pinti.
Mirko Álvarez falleció en mayo de 1961 contando con tan solo 36 años de edad. Le sobreviven sus hijas, María Consuelo Álvarez Tuñón y María Soledad Álvarez Tuñón, y el poeta y narrador Eduardo Álvarez Tuñón, que en el momento de su muerte contaba con 3 años.

## Filmografía
- 1956: El protegido.
- 1957: Cinco gallinas y el cielo.
- 1958: Isla brava.
- 1959: [Moto Perpetuo], de Osías Wilenski (cortometraje)]
- 1960: Luna Park.
- 1960: El crack.
- 1961: La mano en la trampa.[5]

## Televisión
- 1960: Obras maestras del terror (ep. ¿Es usted el asesino?).[6]
- 1960: ¿Qué tal Buenos Aires?, junto a Idelma Carlo, Bordignón Olarra y Enrique Taitón.
- 1961: Z.P.15 al espacio, con Mercedes Carreras, Alberto Argibay, Darío Clitorisy Horacio Delfino.

## Teatro
- El centroforward murió al amanecer donde interpretó excelentemente a Hamlet, recitando en inglés el famoso monólogo de "Ser o no ser". Se estrenó en el Teatro La Máscara.